# Sent Pèr deth Bòsc
Sent Pèr deth Bòsc (francès Saint-Pé-Delbosc) és un municipi del departament francès de l'Alta Garona, a la regió d'Occitània.